# Creutzfeld & Jakob
Creutzfeld & Jakob ist eine deutsche Hip-Hop-Formation aus dem Ruhrgebiet in Nordrhein-Westfalen. Ursprünglich bestand die Gruppe aus Philipp Dammann und Evangelos Polichronidis. Als Live-DJ und später auch als Produzent einzelner Tracks stieß Sebastian Edler hinzu und von 1999 bis 2004 war Till Grönemeyer dabei. Der Name ist eine Anspielung auf die Creutzfeldt-Jakob-Krankheit bzw. deren Erstbeschreiber.

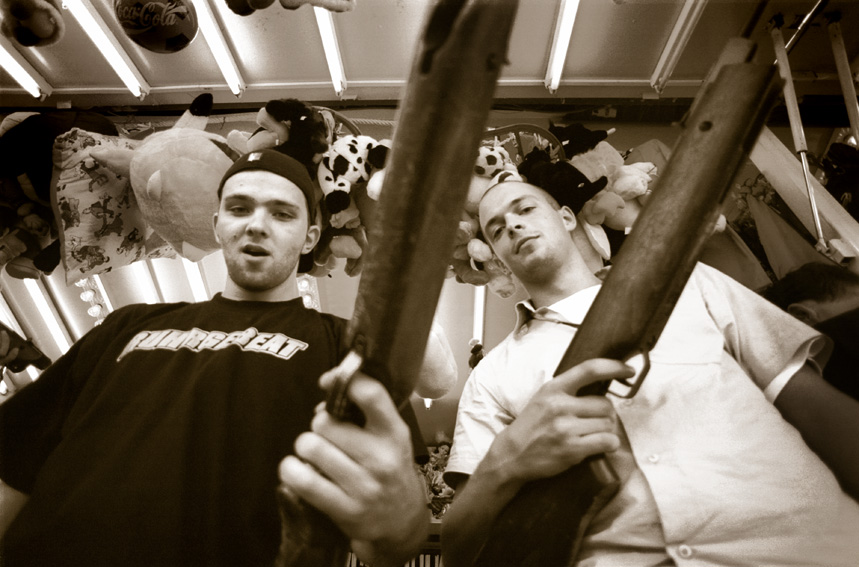
Belgien 2000

## Geschichte
Die aus Witten kommende Band wurde in der Untergrund-Rapszene des Ruhrgebiets bekannt durch die 1999 unter dem Label Put Da Needle To Da Records veröffentlichten Musiksingle „Partner“ Teil 1+2, zu der auch ein Musikvideo in den entsprechenden Sendungen der einschlägigen Musikfernsehsender zu sehen war.
Während die Beats zunächst noch vom STF-Mitglied Peter Sreckovic (Fast Forward) und Flipstar selbst produziert wurden, kamen im Jahr 2000 für das Debütalbum der Gruppe, Gottes Werk und Creutzfelds Beitrag, Till Tomorrow und DJ Edler hinzu, um den Sprechgesang instrumental zu unterlegen. Besonders das Lied „Fehdehandschuh“ (produziert von Dj Funky Chris), auf dem der damals noch relativ unbekannte Rapper Kool Savas mitwirkte, trug zum Erfolg des Albums bei (Platz 35 in den deutschen Albumcharts).
Im Jahr 2003 folgte nach der Trennung vom Label Put da Needle to da Records das zweite Album 2 Mann gegen den Rest sowie die Single Heut Nacht bei Universal Music. Das zweite Album orientierte sich sowohl technisch als auch lyrisch stärker am US-amerikanischen Hip-Hop. Das Album erreichte Platz 81 in der deutschen Hitparade und auch der Vertrag mit Universal Music bestand nicht lange. So kam es nach kurzer Zeit zum Bruch mit dem Label, nachdem die Bandmitglieder in einem Interview bei Mixery Raw Deluxe gezielt Vorwürfe gegen die Promotionsarbeit von Universal äußerten. Kurz danach stieg Till Tomorrow aus. Flipstar gründete nach der Trennung zusammen mit dem Rapper Slick One im Jahr 2004 das Label Selfmade Records.
Am 9. Januar 2010 traten Creutzfeld & Jakob mit dem Titel Kein schöner Land 2010, der unter der Mitarbeit von Jürgen Grimm und Till Tomorrow neu produziert wurde, bei der Eröffnungsfeier zur Ruhr 2010 in Essen auf. Die Feierlichkeiten übertrug der WDR live.
Creutzfeld & Jakob sind heute semiprofessionell mit jährlich wenigen Auftritten aktiv.

## Werdegang der Mitglieder
- Evangelos Polichronidis ist griechischer Abstammung und wuchs in Witten auf. Er besuchte das städtische Schiller-Gymnasium Witten. Als Lakmann stand er bei dem von Rapper Ercandize ins Leben gerufene Label Assazeen Records unter Vertrag und veröffentlichte im November 2007 sein erstes Mixtape All-In. Der Longplayer enthält 27 Tracks, davon fünf Hidden- und Bonusstücke, mit Featurings von Ercandize und Schwester Ioanna Polichronidis, die unter ihrem Künstlernamen JayLa auftritt. Anfang 2013 veröffentlichte er als Lakmann One das Album 2 Gramm gegen den Stress über das Siegener Label Eartouch.[6] Der Titel ist eine Anspielung auf das Letzte C&J Album 2 Mann gegen den Rest.
- Philipp Dammann studierte inzwischen Medizin und arbeitet nun im Universitätsklinikum Essen als leitender Oberarzt für Neurochirurgie und Intensivmedizin.[7][8][9]
- Sebastian Edler ist als DJ Edel Dawg weiterhin aktiv im Bunkerwelt-DJ-Team und unterstützt Lakmann und Flipstar bei ihren gelegentlichen Auftritten als Live-DJ.[10]

## Diskografie
Alben
- 2000: Gottes Werk und Creutzfelds Beitrag
- 2003: Zwei Mann gegen den Rest!

Singles
- 1999: Partner Teil 1 + 2
- 2000: Fehdehandschuh (feat. Kool Savas)
- 2000: Bis Dein Arsch Brennt (Plattenpapzt feat. Creutzfeld & Jakob)
- 2000: Weisst du...? (Abs feat. Creuzfeld & Jakob und Onanon)
- 2000: Wir bewahren ES (Ming Sampler)
- 2001: Anfangsstadium
- 2002: Swing (Herzessenz Sampler)
- 2003: Heut Nacht